# Lloyd Johnson
Lloyd Johnson (...) è un ex bobbista statunitense.

## Biografia
Viene ricordato come vincitore di una medaglia d'oro nella sua disciplina, vittoria ottenuta ai campionati mondiali del 1953 (edizione tenutasi a Garmisch-Partenkirchen, Germania) insieme ai suoi connazionali Piet Biesiadecki, Hubert Miller e Joseph Smith.
Superarono le nazionali della Germania Ovest e la svedese.